# Gonzalo Abbas Hachache
Gonzalo Abbas Hachache (Córdoba, 16 de julio de 1981) es un futbolista especializado en fútbol 5 Paralímpico en la posición de arquero, director técnico,Licenciado en Educación física y Diplomado en EducaciónFísicaydeporteadaptadoargentino. Dos veces campeón mundial, ganador de una medalla de plata (2004) y una bronce (2008) en los Juegos Paralímpicos y cuatro veces campeón de América/Panamericano. Como jugador perteneció al Club Atlético River Plate. En 2010 fue contratado como arquero y director técnico del equipo de fútbol Los Guerreros del Club Municipal de Córdoba ascendiendo a la primera división A y ganando el campeonato argentino el año 2010, 2012, 2014, 2018. Asumió también como DT de Las Guerreras, para mujeres ciegas de Córdoba, el primer equipo del mundo en 2010, participó del primerpartido internacional en Puebla México. En 2007 recibió como integrante de Los Murciélagos el Premio Jorge Newbery de Oro, con el que la Ciudad de Buenos Aires premia al mejor deportista de cada año, primera vez que un premio máximo deportivo fue entregado a atletas con discapacidades. Ha sido considerado como uno de los jugadores emblemáticos del equipo de Los Murciélagos que logró consolidarse como uno de los mejores del mundo y ser ampliamente reconocido por la comunidad argentina.
El Licenciado Gonzalo Abbas Hachaché con el profesor Santiago Jugo diseñaron el primer reglamento de Hockey 5 para personas con Discapacidad Visual, inspirados por Las Leonas en Río de Janeiro. Gonzalo se encontraba esperando a las jugadoras de Fútbol y cuando observa llegar con el bastón blanco automáticamente transformó ese bastón en un palo de Hockey.
En 2021 fue elegido como técnico de la selección Argentina femenina de fútbol para ciegas "Las Murciélagas", obteniendo en Birmingham 2023 primer mundial femenino, el título mundial ganando la final a Japón por 2 a 1. Argentina jugo 5 partidos, ganó 4 y empató 1, convirtiendo 12 goles y recibiendo sólo 1. Además de salir campeonas, recibió el premio a la goleadora, mejor jugadora y valla menos vencida.

## Carrera deportiva

### Juegos Paralímpicos

#### Plata en Atenas 2004
Gonzalo Abbas Hachache ganó la medalla de plata en Atenas 2004, integrando la selección argentina de fútbol 5, Los Murciélagos. El equipo estuvo integrado por Gonzalo Abbas Hachache, Julio Ramírez, Lucas Rodríguez, Iván Figueroa, Diego Cerega, Silvio Velo (c), Eduardo Díaz, Antonio Mendoza, Oscar Moreno y Darío Lencina.
Clasificaron seis países: Argentina, Brasil, Corea del Sur, España, Francia y Grecia. Se jugó una ronda preliminar todos contra todos, que estableció el orden para jugar por la medalla de oro, la de bronce y el quinto lugar. Argentina le ganó a España 2-1, a Grecia 2-1, a Francia 3-0, a Grecia 3-0 y perdió con Brasil 0-2.
Con esos resultados, Brasil y Argentina jugaron el partido por la medalla de oro. En la final ninguno de los equipos pudo marcar goles, debiendo ir a un tiempo suplementario de 20 minutos, en el que tampoco marcaron goles. La medalla debió definirse así por medio de un desempate realizado con penales, en la que prevaleció finalmente Brasil.
| Fútbol 5 Varones | Fútbol 5 Varones | Fútbol 5 Varones | Fútbol 5 Varones | Fútbol 5 Varones |
|                  | País             |                  |                  |                  |
| ---------------- | ---------------- | ---------------- | ---------------- | ---------------- |
| 1                | Brasil           |                  |                  |                  |
| 2                | Argentina        |                  |                  |                  |
| 3                | España           |                  |                  |                  |
| Fuente: IPC.     |                  |                  |                  |                  |

#### Bronce en Pekín 2008
Abbas Hachache integró el equipo que ganó la medalla de bronce en Pekín y jugó un papel decisivo en el partido por la medalla de bronce, atajando los tres penales de España en la definición por penales, luego de que el partido terminara empatado.
El equipo estuvo integrado por Gonzalo Abbas Hachache, Diego Cerega, Eduardo Díaz, Iván Figueroa, José Luis Jiménez, Darío Lencina, Gustavo Maidana, Antonio Mendoza, Lucas Rodríguez y Silvio Velo (c).
Clasificaron seis países: Argentina, Brasil, China, Corea del Sur, España y Gran Bretaña. Se jugó una ronda preliminar todos contra todos, que estableció el orden para jugar por la medalla de oro, la de bronce y el quinto lugar. Argentina le ganó a España 2-0, a Gran Bretaña 3-1 y a Corea del Sur 2-0, empatando con Brasil 0-0, pero perdiendo con China 0-1. Este último resultado relegó a Los Murciélagos por un punto, para llegar a la final.
Con esos resultados, Argentina y España jugaron el partido por la medalla de bronce. Si bien Argentina le había ganado a España en la fase preliminar, fue España la que abrió el marcador al minuto de juego. Argentina erró un penal, pero España también. A 8 minutos para el final, el capitán Silvio Velo logró el empate y poco antes de terminar erró un penal que pudo haberle dado el triunfo a Los Murciélagos. La medalla se definiría por penales, a la primera diferencia en series de un solo tiro por equipo. 
En la primera serie la responsabilidad recayó sobre la figura del equipo argentino, Velo, que erró el penal, pero Abbas Hachache atajó el de José López (ESP). En el segundo intento Figueroa volvió a errar del lado argentino, pero Abbas Hachache volvió a atajar el penal de Acosta. En la tercera serie Cerega (ARG) metió el suyo, y el arquero argentino atajó su tercer penal consecutivo, quedando así la medalla para Argentina.
| Fútbol 5 Varones | Fútbol 5 Varones | Fútbol 5 Varones | Fútbol 5 Varones | Fútbol 5 Varones |
|                  | País             |                  |                  |                  |
| ---------------- | ---------------- | ---------------- | ---------------- | ---------------- |
| 1                | Brasil           |                  |                  |                  |
| 2                | China            |                  |                  |                  |
| 3                | Argentina        |                  |                  |                  |
| Fuente: IPC.     |                  |                  |                  |                  |

### Campeonatos mundiales

#### Subcampeón en 1998
Gonzalo Abbas integró el equipo argentino en el I Campeonato Mundial de Fútbol para Ciegos que se jugó en Campinas, Brasil, resultando Los Murciélagos subcampeones.
Argentina formó parte del Grupo B, empatando con España 0-0 y ganándole a Gran Bretaña 3-1. En la semifinal venció a Colombia 1-0, jugando la final contra Brasil, que ganó 1-0.

#### Subcampeón en 2000
En 2000, Abbas volvió a integrar el equipo argentino en el II Campeonato Mundial de Fútbol para Ciegos que se jugó en Jerez de la Frontera, España. Nuevamente Los Murciélagos fueron subcampeones.
Argentina clasificó primera en el Grupo A, ganándole a España 2-1, a Corea del Sur 3-0 y empatando con Paraguay 0-0. En la semifinal venció a Grecia 2-0, jugando la final nuevamente contra Brasil, que ganó 4-0.

#### Campeón en 2002
Abbas integró el equipo argentino que salió campeón mundial ganando todos los partidos, en el III Campeonato Mundial de Fútbol para Ciegos jugado en Río de Janeiro, Brasil.
Argentina clasificó primera en el Grupo 1, ganándole a Grecia 1-0, a Francia 1-0 y Paraguay 4-1. En la semifinal venció a Colombia 5-0, jugando la final contra España, venciendo por 4-2.

#### Bicampeón en 2006
Abbas también integró el equipo argentino que obtuvo el bicampeonato mundial en el IV Campeonato Mundial de Fútbol para Ciegos jugado en Buenos Aires, Argentina.
Argentina clasificó primera en el Grupo B, empatando con España 1-1 (con goles de Lucas Rodríguez y Rosado), a Corea del Sur 5-0 (Velo [2], Rodríguez, Maidana, Figueroa) y a Inglaterra 2-0. En la semifinal venció a Paraguay 3-1 (Velo [2], Rodríguez). Los Murciélagos vencieron a Brasil en la final, 1-0, con gol de Velo.

### Torneos continentales

#### Plata en los Juegos Parapanamericanos de 2007
Abbas ganó junto a los Murciélagos la medalla de plata en los Juegos Parapanamericanos de 2007 realizados en Río de Janeiro. El equipo estuvo integrado por Gonzalo Abbas Hachache, Oscar Moreno, Eduardo Díaz, Silvio Velo (c), Diego Cerega, Iván Figueroa, Lucas Rodríguez, José Jiménez, Gustavo Maidana y Darío Lencina.
El torneo fue disputado en un solo grupo de cinco equipos. Argentina perdió con Brasil 0-2, empató con Paraguay 2-2, venció a Colombia 2-0 y a Chile 7-0. Con esos resultados clasificó segundo por diferencia de gol y disputó la final con Brasil, perdiendo 1-0.

#### Subcampeón de la Copa América 2009
Abbas Hachache formó parte del equipo de Los Murciélagos que salió subcampeón de la Copa América organizado por la IBSA en Buenos Aires en 2009.
En la ronda preliminar Argentina clasificó a semifinales luego de ganar 2-0 a Paraguay, empatar 0-0 con Colombia, vencer 6-0 a Perú, ganarle 1-0 a Brasil y empatar 0-0 con Uruguay. En la semifinal Los Murciélagos vencieron a Colombia en el desempate por penales (3-1). En la final Argentina perdió con Brasil 2-0.